# Šime Vulas
Šime Vulas (Drvenik Veli na otoku Drveniku pokraj Trogira, 17. ožujka 1932. – Zagreb, 8. lipnja 2018.), hrvatski akademski kipar i akademik Hrvatske akademije znanosti i umjetnosti.

## Životopis
Rođen je 17. ožujka 1932. u Drveniku Velikom na otoku Drveniku pokraj Trogira. 
Pohađao je nižu gimnaziju u Trogiru u razdoblju od 1945. do 1948. godine. Godinu dana prije završetka, upućen je u Industrijsku školu (stolarski smjer) u Splitu, ali se ubrzo vratio i završio školovanje u Trogiru.
Nakon završene niže gimnazije, upisao je Školu za primijenjenu umjetnost u Splitu koju pohađa od 1948. do 1953. godine i završava odličnim uspjehom. 
U razdoblju između 1953. i 1958. godine studirao je kiparstvo na Akademiji likovnih umjetnosti u Zagrebu, u klasi profesora Vanje Radauša. Od 1958. do 1962. godine usavršavao se u Radauševoj Majstorskoj radionici. 
Godine 1959. otišao je na prvo studijsko putovanje u Pariz, nakon kojega kontinuirano izlaže na kolektivnim izložbama u zemlji i inozemstvu.
Godine 1987. vratio se na Akademiju kao redoviti profesor kiparstva gdje radi sve do umirovljenja 2004. godine.
U Hrvatsku akademiju znanosti i umjetnosti primljen je 1991. godine kao redoviti član Razreda za likovne umjetnosti HAZU.

## Kiparski opus
"...želim komponirati i sjediniti skulpturu u njezinu cjelinu, napregnuti je da svojom jednostavnošću dinamično odzvanja; kada je raščlanjena, zgusnuti je i iz stanja disharmonije i nemira, svesti je u vlastitu mjeru suzvučja, da njezina rastvorenost i složenost teži koherenciji i harmoniji oblika". (Vulas)

"...nikada ne tražiti u skulpturi ono što nije svojim oblikom: nemoguće ju je prevesti u riječ."(Vulas)

Vulasove prve skulpture „Poprsje djevojke“ i „Glava djevojke“ rađene su u gipsu. Ubrzo je promijenio tehniku i započeo raditi skulpture u drvu, koje će ostati karakterističan materijal za najveći dio njegovog opusa. Pri radu s drvom najčešće korsiti hrastovinu. Od ostalih materijala koristi uglavnom kamen i broncu. Djelo „Maska“ (1960.) primjer je bavljenja antropomorfnim motivima koji su prisutni u ranoj fazi njegova stvaralaštva. Vulas od početaka „odbacuje suvišno na skulpturama, i priklanja se svijetu totema. Drvo mu je omogućilo slobodniju morfologiju i povratak u stari kraj, on je počeo rezati svoje likove, i od komada slagati oblike“.
U razdoblju između 1961. i 1962. godine započeo je raditi skulpture za čije nadahnuće crpi iz formi totema. Totemi, jedra, svijeće, jarboli, katarke, gradovi, orgulje, portali i tvrdalji motivi su koji prevladavaju u Vulasovu opusu.
Godine 1963. radi „Skulpturu“, kompoziciju koja se sastoji od tri izrezana trupca, a koja je označila napuštanje antropomorfnih oblika u njegovom opusu. Iste godine radi i skulpturu „Zvono djetinjstva“, koja predstavlja intimno prisjećanje na mladenačke dane u rodnom zavičaju. Iste godine izradio je i prvu skulpturu u nizu „Jedra“, motiva koji će mu postati svojevrsna umjetnička opsesija. Primjeri takvih radova su „Jedra III“ koja se se nazivaju i „Dvostruka jedra“ (1963.), „Jedra IV“ ili „Iskošena jedra“ (1963.), „Jedra V“ koja izgledaju teško, masivno i još se nazivaju „Ispuhani nabori“ ili „Obješena jedra“ (1964.). 
Vulas u svome radu reinterpretira tradicionalne motive, reminiscencije na zavičaj kroz „modernu“ metodu fragmentiranja i preslagivanja fragmenata u pokrenute kompozicije, pritom se koristeći „tradicionalnim“ materijalom - drvom (kamenom ili broncom). Njegovu interpretativnu metodu, Radovani definira kao „simulaciju korijena“, dok izvedbenu metodu možemo definirati kao metodu „dezagregacije forme i mase pod snažnom sugestijom estetike enformela“, tada dominantne estetike slikarstva. Iako se služi izvedbenom metodom bliskoj suvremenim tendencijama, tradicija se u Vulasovom radu ogleda u motivici, ali i u korištenom materijalu, najčešće drvu, a zatim, i u to vrijeme pomalo zaboravljenoj bronci i kamenu. Poslijeratno kiparstvo (do 70-ih) svojevrsno je „novo željezno doba“ u smislu dominantnog korištenja željeza za oblikovanje skulptura (Džamonja je možda najbolji primjer u domaćoj umjetnosti). 
Možda najjasnije o umjetnikovom radu govori sam umjetnik, kada kaže sljedeće: „Za svaku formu potreban je i adekvatan materijal. Ja ga nalazim u drvu. Koristim ga njegovom vitalnošću. Ono odgovara mojem senzibilitetu za površinu i materiju. Skulpturu obično gradim od nekoliko različito oblikovanih komada: superponirano i vodoravno. Raščlanjivanjem komada želim postići izvjesnu živost u cjelini kompozicije.“
Godine 1964. uvodi kao nove motive orgulje i portale. Nakon samostalne izložbe u Galeriji suvremene umjetnosti, 1965. godine, nastupa „razdoblje u kojem se kiparova vizija ne samo diferencira i obogaćuje, nego i dosadašnja disciplina prima sve više značenje čisto strukturalnih cjelina“.Tada, među ostalim nastaju „Obla jedra“ ili „Jedra XIV“ (1966.) koja u usporedbi s nekim ranijim „Jedrima“ dobro pokazuju „mirni ritam evolucije forme“ koji se odvijao u Vulasovom radu, a koji donosi veću pokrenutost i voluminoznost skulptura. 
Sedamdesetih godina se konstantno prijavljivao na natječaje za velike spomeničke skupine, uglavnom u čast ubijenom i potlačenom narodu. Upravo 1970. godine radi prvi takav spomenik „Podhumskim žrtvama“ na Grobničkom polju, a čiju studiju je radio 1969. godine. Tih godina radi nekoliko studija za spomenik „Seljačkoj buni“ i za natječajnu skulpturu za spomenik „Na Kozari“, pri čemu se vraća antropomorfnim oblicima. Za te radove predložak mu je bio njegovo djelo iz 1966. godine, „Tvrđa“ koji izgleda masivno, teško kao kompaktni obrambeni štit. 
U drugoj polovici sedamdesetih okreće se temama poput „Grada“ i „Tvrdalja“ (Tvrđava). Godine 1977. radi „Lozu“ koja je opet podsjetnik na njegov rodni kraj kao motiv. 
Osamdesetih i devedesetih godina bavi se tematikom križa i općenito sakralnih motiva koji su često završili u samostanima. „Križ je čvrsta okosnica skrivena iza mobilnih oblika jedara, a vidljiva jedino oku oslobođenom za gledanje čistih oblika. U skrivenosti križa čuva se njegova tajna i Vulas odolijeva iskušenju da tu tajnu dokine: u njegovim je jedrima nazočan križ, u njegovim križevima su nazočna preoblikovana jedra. Mnoga bi se Vulasova jedra mirne duše mogla nazvati križevima kao što bi se i mnogi križevi mogli preimenovati u jedra. Raspelo je znak Kristove nazočnosti u egzistenciji simbolički predstavljenoj jedrima i križevima“.

## Izdvojena djela

### Spomenik Podhumskim žrtvama
Akademik Šime Vulas, kipar, autor je obeliska u Sobolima podignutog u spomen na 12. srpnja 1942. godine i stradanje sela Podhum na Grobnišćini kada su fašisti ubili 91 nevinu žrtvu, a mjesto do temelja spalili. Na anonimnom jugoslavenskom natječaju za spomenik podhumskim žrtvama 1968. dobiva prvu nagradu. Dvije godine kasnije, 1970. godine, izvedba 22 metra visokog spomenika je završena i postavljen je na Grobničkom polju.
- "Akt", 1960./61., drvo, 48 cm
- "Greben", 1961., kamen, 120 cm, Zagrebački velesajam, Zagreb
- "Grad", 1964., drvo, 83,5 cm
- "Portal", 1965., drvo, 49 cm
- "Tvrđa", 1966., drvo, 63,5 cm
- "Jedra", 1967., aluminij, 35 cm
- "Portal", 1968., drvo, 95,5 cm
- "Spomenik podhumskim žrtvama", 1970., beton, 2200 cm, Grobničko polje
- "Mala jedra", 1972., kamen, 13,5 cm
- "Jedra", 1971., kamen, 300 cm, Park skulptura, Labin
- "Kamena jedra", 1972., kamen, 60,5 cm
- "Rozeta", 1976., bronca, 51,5 cm
- "Grupa", 1976., bronca, 120 cm, Križevci
- "Legenda", 1980., 330 cm, Ludbreg
- "Oklopljeni brod", 1981., drvo, 45 cm
- "Autoportret", 1984., drvo, 17 cm
- "Limena jedra", 1985., željezo, 15,5 cm
- "Legenda oblika", 1987., granit, 850 cm, Olimpijski park, Seoul
- "Ranjeni križ", 1993., obojeno drvo, 99 cm
- "Tvrdalj", 1994., bronca, 175 cm, park na Opatovini, Zagreb
- "Jedrilje", spomenik mornaru, 1997., kamen, 400 cm, Silba
- "Jedra", 2002., bronca, 150 cm, Park Akademije likovnih umjetnosti, Zagreb
- "Franjevački križ", 2004., bronca, 370 cm, Trg Sv. Trojstva, Slavonski Brod
- "Dvoje", 2007., bronca, 225 cm, Aleja skulptura na Savskom nasipu, Zagreb

## Galerija djela
- Šime Vulas, Maska, 1960., drvo, 37,5x34x16 cm
- Šime Vulas, Jedra XIV, 1966., drvo, 119x50x18,5 cm
- Šime Vulas, Loza, 1977., drvo, 75x32x19 cm
- Šime Vulas, Jedrilje, spomenik mornaru, 1997., kamen, 400 cm, Silba
- Šime Vulas, Kosa jedra (Jedra XVII),1967., Moderna galerija
- Šime Vulas, Dvoje, 2004.,Moderna galerija

## Izložbe
Godine 1963. izlagao je na III. međunarodnom bijenalu mladih u Parizu na kojem dobiva počasno priznanje za skulpturu. Od tada njegov rad intenzivno prati likovna kritika. Prvu samostalnu izložbu održao je u Zagrebu 1965. godine u Galeriji suvremene umjetnosti. Velike monografske izložbe održane su u „Modernoj galeriji“ u Zagrebu 1980. i krajem 2011./početkom 2012. godine. Godine 1988. sudjelovao je na Olimpijadi umjetnosti u Seoulu, kada je njegova 8,5 metara visoka granitna skulptura "Legenda oblika" postavljena u Olimpijskom parku. Zajedno s Đurom Sederom, organizirao je 2003. godine zajedničku izložbu „Dvojica za pasiju“ u Muzeju Mimara. Skulpture Šime Vulasa izlagane su na brojnim samostalnim i grupnim izložbama u Hrvatskoj i u svijetu.

### Samostalne izložbe
- Galerija suvremene umjetnosti, Zagreb, 1965.
- Salon tribine mladih, Novi Sad, 1966.
- Salon muzeja savremene umetnosti, Beograd, 1966.
- Mala galerija, Ljubljana, 1967.
- Galerija umjetnina, Split, 1968.
- Galerija Zodijak, Osijek, 1972.
- Kuduz, Šutej, Vulas, Šibenik, Rijeka, Maribor, Koprivnica, Brčko, 1978.
- Monografska izložba, Moderna galerija, Zagreb, 1980.
- Galerija Sebastian, Beograd, 1985.
- Galerija Mala, Zagreb, 1997.
- Pasionska baština, Vulas  – Seder, Muzej Mimara, Zagreb, 2003.
- Galerija Forum, Zagreb, 2005.
- Galerija sv. Krševana, Šibenik, 2007.

### Grupne izložbe
- Izložba ULUH-a, Split, 1959.
- XV. salon mladih, Moderna galerija, Zagreb, 1960.
- Biennale mladih, Moderna galerija, Rijeka, 1960.
- Wspolczesna szutka Jugoslavii, Sopot, 1964.
- XV Salon de la jeune sculpture, Galerie Creuze, Pariz, 1965.
- Izložba mladih, Kumrovec, 1966.
- Izložba ULUH-a, Sarajevo, 1966.
- Expo 67, Montreal, 1967.
- IX biennale, Middelheim, Antwerpen, 1967.
- Arte figurativa zagrabese di oggi, Bologna, 1969.
- Contemporary Yugoslav Art, The National Museum of Contemporary Art, Tokio, 1973.
- Novosti iz suvremene hrvatske likovne umjetnosti, Galerija Karas, Zagreb, 1976.
- XXXIX Biennale, Jugoslavenski paviljon, Venecija, 1980.
- II. triennale hrvatskog kiparstva, Umjetnički paviljon, Zagreb, 1985.
- Tisuću godina hrvatske skulpture, Umjetnička galerija, Dubrovnik, 1991.
- Croatian Artists against Leukemia, Paulina Rieloff Gallery, New York, 1997.
- Spomen obilježja poginulim braniteljima u Domovinskom ratu, Muzej Turopolja, Velika Gorica, 2004.
- Novija sakralna umjetnost, Klovićevi dvori, Zagreb, 2006.

## Nagrade i priznanja
Za svoj je rad dobio brojne nagrade. Godine 1963. dobiva počasno priznanje za skulpturu na III. međunarodnom bijenalu mladih u Parizu. Ovjenčan je nagradom Grada Zagreba 1971. godine, godišnjom Nagradom “Vladimir Nazor” 1981. za izložbu u Modernoj galeriji, Nagradu za životno djelo Hrvatskog društva likovnih umjetnika 2002., nagradu Vladimir Nazor za životno djelo 2010. te s još 20 raznih strukovnih i otkupnih nagrada i priznanja. 
- Počasno priznanje na III. međunarodnom biennalu mladih, Pariz, 1963.
- Nagrada za skulpturu na III. biennalu mladih, Rijeka, 1964.
- Nagrada "Zvono Lotršćak", Zagreb, 1969.
- Nagrada publike, Izložba ULUH-a, Zagreb, 1971.
- Nagrada grada Zagreba, 1971.
- Nagrada za skulpturu na VII. zagrebačkom salonu, Zagreb, 1972.
- Nagrada za skulpturu na X. zagrebačkom salonu, Zagreb, 1975.
- Nagrada "Vladimir Nazor", Zagreb, 1981.
- Nagrada Hrvatskog društva likovnih umjetnika za životno djelo, Zagreb, 2002.

## Vanjske poveznice
- Šime Vulas pokazao 60 godina rada, Večernji list, 21. prosinca 2011.
- Retrospektiva Šime Vulasa, Moderna galerija  Arhivirana inačica izvorne stranice od 3. prosinca 2013. (Wayback Machine)
- Akademski kipar Šime Vulas donira svoje radove Narodnom muzeju, Slobodna Dalmacija, 26. kolovoza 2012.
- Raos, Ivan. Šime Vulas - Odanost hrvatskoj tradicijskoj baštini, Portal hrvatskog kulturnog vijeća, siječanj 2012.
- Raos, Ivan. ŠIME VULAS – retrospektivna izložba (2011. / 2012.), Hrvatska akademija znanosti i umjetnosti u dijaspori, siječanj 2012.
- Kružić, Marko. Dvojica za pasiju  Arhivirana inačica izvorne stranice od 3. prosinca 2013. (Wayback Machine), Vijenac, broj 238, 17. travnja 2003.

|  | Zajednički poslužitelj ima još gradiva o temi Šime Vulas |